# 울진 월송정

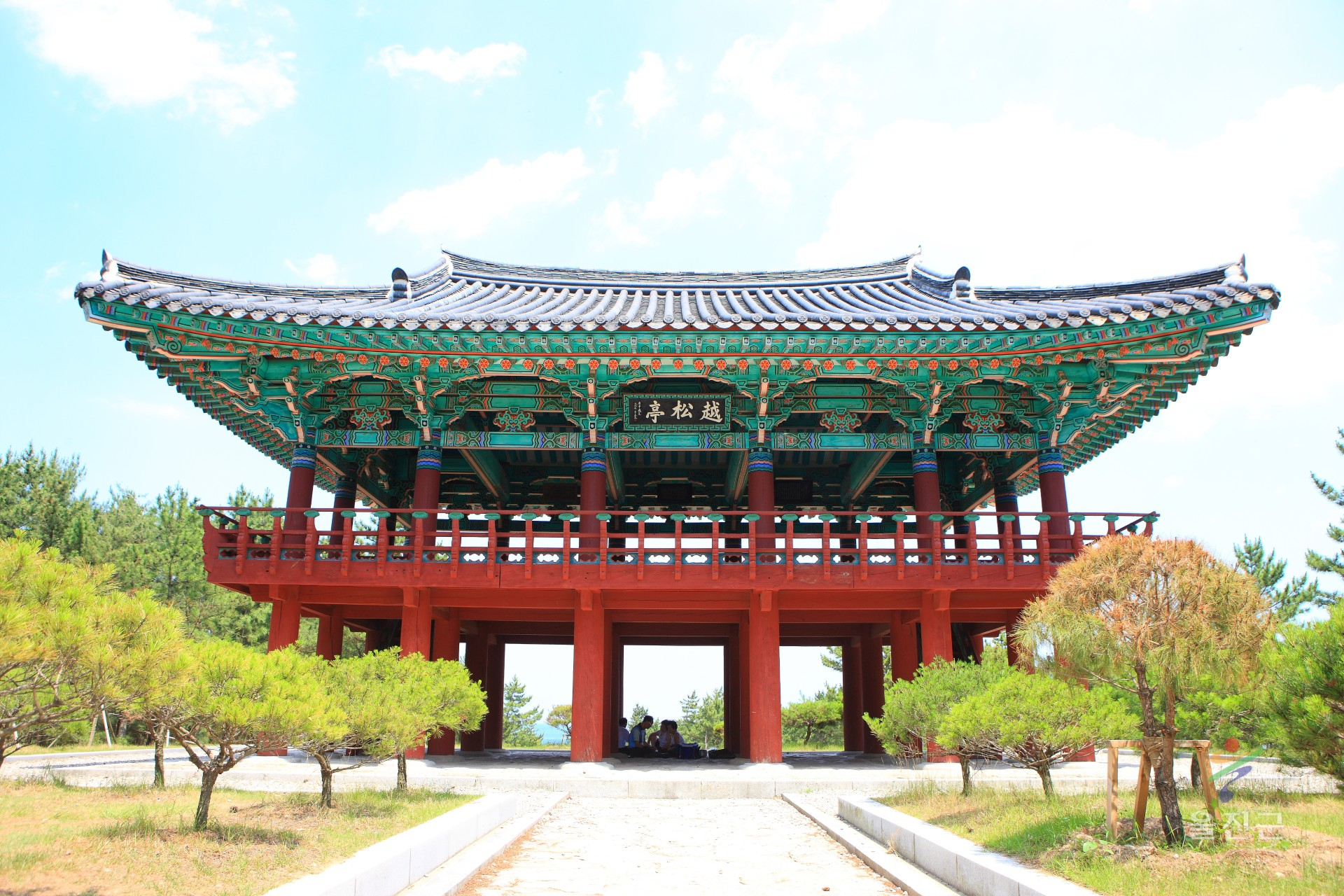
월송정-울진군

월송정(越松亭)은 경상북도 울진군 평해읍 월송정로 517(월송리 362-8)에 위치한 정자로 관동팔경의 하나로 손꼽혔다. 고려시대 때 처음 만들어졌다. 울진군지의 기록에 의하면 신라시대의 네 화랑인 영랑, 술랑, 남석, 안상의 유람지였다고 한다. 월송정의 명칭은 달빛과 어울리는 솔숲이라는 뜻(月松을 잘못 표기)에서 유래되었나는 설과 신선이 솔숲을 날아 넘는다는 뜻(越松)에서 유래되었다는 두 가지 설이 있다.

## 역사
- 1326년 고려 충숙왕 13년에 존무사 박숙이 처음 지었다.
- 조선 연산군 때 관찰사 박원종이 중건하였다.
- 1969년 오랜 세월이 지나 퇴락한 것을 재일교포들이 신축하였지만, 옛 모습과 같지 않아 해체하였다.
- 1980년 7월에 현재 정면 5칸, 측면 3칸의 고려양식으로 복원하였다. 현판에는 이때 임시 대통령을 지냈던 최규하 전 대통령의 친필이 새겨져 있다.[1]

《세종실록》 지리지에 강원도 삼척도호부 평해군을 소개하면서, 온천과 더불어 월송정을 소개하고 있다.

## 교통편
- 동해선 평해역

## 같이 보기
- 관동팔경